# Bundesstraße 466
Pour les articles homonymes, voir Route 466.
La Bundesstraße 466 est une Bundesstraße des Länder de Bade-Wurtemberg et de Bavière.

## Géographie
La B 466 va de Mühlhausen im Täle (A 8) à travers la vallée du Fils jusqu'à Geislingen an der Steige, où il rejoint la B 10. À Süßen, il bifurque à nouveau sur la B 10 et se dirige vers l'est par Donzdorf, Lauterstein, Böhmenkirch jusqu'à Heidenheim an der Brenz, où il y a une connexion avec la B 19 et l'A 7. Elle continue dans une direction nord-nord-est par Neresheim, jusqu'à Nördlingen (B 25), Gunzenhausen (B 13) et Kammerstein jusqu'à Schwabach près de Nuremberg, où il rejoint la B 2 après avoir traversé l'A 6.

## Source
- (de) Cet article est partiellement ou en totalité issu de l’article de Wikipédia en allemand intitulé « Bundesstraße 466 » (voir la liste des auteurs).

1. ↑  (de) « Die Bundes- und Reichsstraßen in Deutschland - Nr. ab 399 » [archive du 15 octobre 2008], sur home.arcor.de (consulté le 18 juillet 2025)